# 애들레이드 대학교
애들레이드 대학교(University of Adelaide)는 사우스 오스트레일리아 주 애들레이드에 위치한 공립 대학으로, 1874년에 건립된 오스트레일리아에서 3번째로 오래된 대학이다.
이 대학의 메인 캠퍼스는 애들레이드 노스 테렌스에 있으며, 메인 캠퍼스를 제외한 4개의 캠퍼스 각각 내셔널 와인 센터, 웨이트, 로스워리, 더 바톤에 있다. 싱가포르에는 국제교육센터가 위치하고 있다.

## 역사
애들레이드 대학교는 1874년 11월 6일에 설립되었다. 이 대학은 호주에서 3번째로 오래된 대학이다.

## 같이 보기
- 오스트레일리아의 대학 목록